# 1583 w literaturze
Wydarzenia literackie w 1583 roku.

## Nowe książki
- polskie
  - Kasper Wilkowski – Przyczyny nawrócenia do wiary powszechnej od sekt nowokrzczeńców samosateńskich

## Nowe poezje
- polskie
  - Jan Kochanowski:
    - Jezda do Moskwy
    - Treny (drugie wydanie z Epitafium Hannie Kochanowskiej)